# Cinderella Man (chanson)
Pour les articles homonymes, voir Cinderella.
Pistes de Recovery
Space Bound
(10) 25 to Life
(12)
Cinderella Man ("Cinderella" est le nom anglais pour Cendrillon) est une chanson du rappeur américain Eminem parue le 18 juin 2010 sur son septième album du nom de Recovery.

## Genèse
Cinderella Man constitue la 11e piste de Recovery, le septième album studio du rappeur américain Eminem. L'artiste y raconte son retour après son retrait de la scène musicale entre 2005 et 2008. Le rappeur dit qu'il veut se donner une seconde chance, notamment après son overdose de méthadone en 2007. Cette chanson est très métaphorique car elle se réfère au "Cinderella Man" se sentant tout puissant et étant prêt à affronter n'importe quelle épreuve. Il dit qu'il ne refera pas les mêmes erreurs qu'il a faites, selon lui, dans ses précédents albums. Il mentionne également à la fin de la chanson son meilleur ami, Proof, décédé en 2006.

## Ventes
Bien que le titre n'ait jamais fait l'objet d'un clip vidéo ni d'une sortie en tant que single, il s'est classé dans les charts américains et a été vendu à plus de 500 000 exemplaires. Il a été certifié disque d'or aux États-Unis en 2012.